# Tommaso Inghirami
Tommaso Inghirami, detto Fedra (Volterra, 1470 – Roma, 5 settembre 1516), è stato un letterato e umanista italiano.

## Biografia

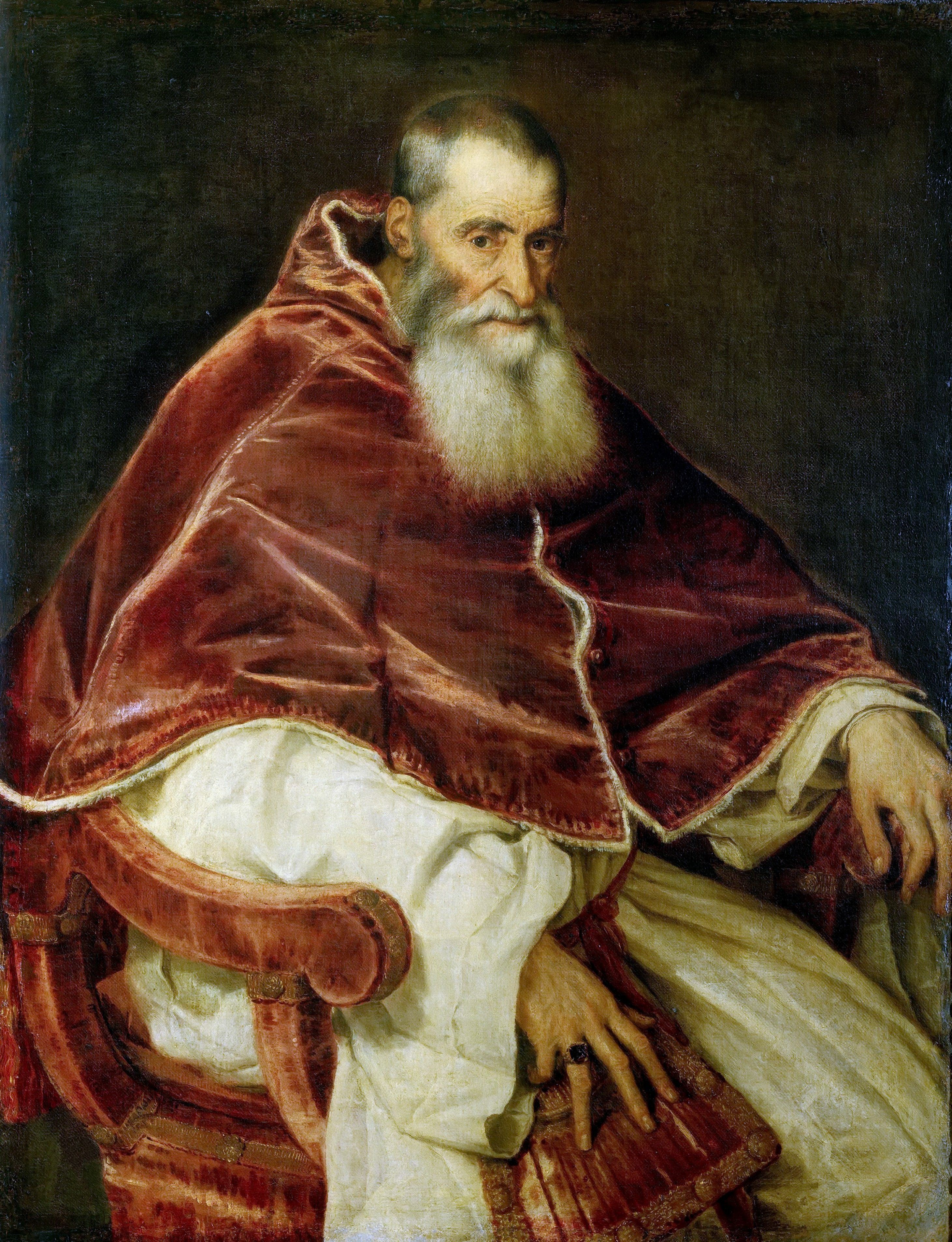
Papa Paolo III ritratto da Tiziano.

Nato in una famiglia patrizia, abbandonò presto la città natale di Volterra per trasferirsi con la famiglia a Firenze, dove ricevette l'istruzione alla scuola di Pomponio Leto. Qui si legò, tra gli altri, con Alessandro Farnese, il futuro papa Paolo III.
Trasferitosi a Roma nel 1483, diventò diacono della Cappella pontificia nell'aprile del 1493 e nel 1497 fu insignito con il titolo di poeta laureato dall'imperatore Massimiliano I, in seguito al successo dell'ambasceria pontificia cui aveva partecipato. Nel 1498 subentrò al Leto nell'insegnamento della retorica presso l'Accademia Romana e strinse legami con eminenti rappresentanti dell'umanesimo quali il Bembo, Erasmo, il Navagero. Venne nominato prefetto della Biblioteca vaticana da Giulio II il 17 luglio 1510.

Scrisse orazioni in latino, alcune delle quali vennero pubblicate nel 1777. Il soprannome di "Fedra" gli derivò dal successo che riscosse da giovane sedicenne quando, interpretando nell'aprile del 1486 il ruolo di Fedra nell'omonima tragedia di Seneca, seppe improvvisare versi latini e catturare l'attenzione del pubblico mentre dietro di lui l'impalcatura della scena, franata improvvisamente, aveva creato non poco rumore e confusione.
(Curzio Inghirami, Discorso sopra l'opposizioni fatte all'Antichità Toscane, diviso in dodici trattati, trattato 1, cap. VI, Firenze, Amadore Massi e Lorenzo Landi, 1645, p. 50)
Del celebre ritratto eseguito da Raffaello, in cui è evidente il suo strabismo, esistono due versioni, forse entrambe autografe, nella galleria Palatina di Firenze e nell'Isabella Stewart Gardner Museum di Boston.

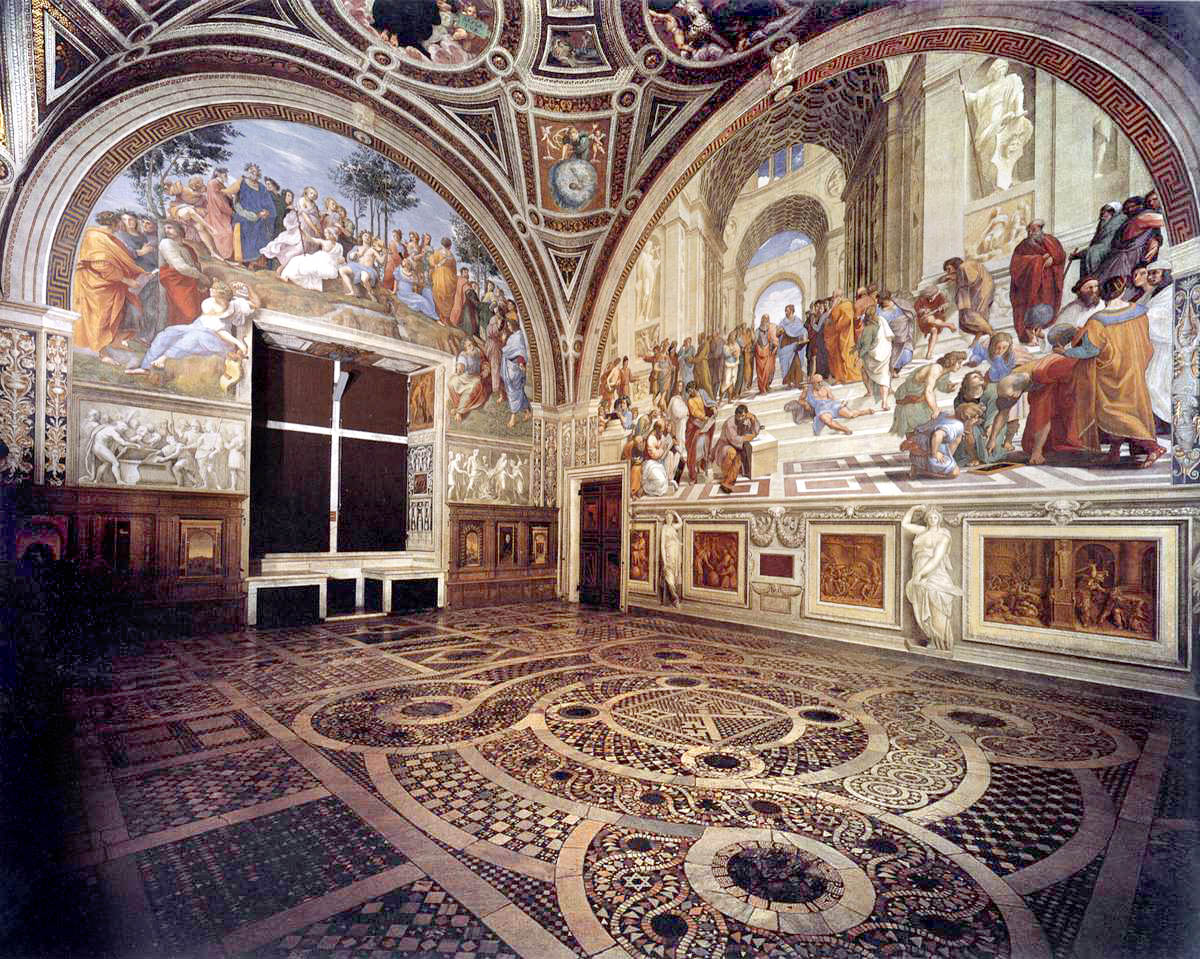
Musei Vaticani: Stanza della Segnatura.

Gli storici attribuiscono a Inghirami un ruolo di rilievo nella specificazione del programma iconografico di Giulio II per la Stanza della Segnatura di Raffaello. Il ciclo delle decorazioni sarebbe basato in particolare sulle Sententiae ad mentem Platonis di Egidio da Viterbo, la loro trasposizione in termini figurativi presuppone un lavoro di sintesi, al quale si presume l'Inghirami possa aver contribuito in massima parte servendo così da tramite tra il filosofo agostiniano ed il pittore.